# The Last of the Meheecans
«The Last of the Mexicans» (en España «El Último Mexicano» y en Hispanoamérica «El Último de los Mexicanos») es el noveno episodio de la temporada 15 de la serie South Park, y el episodio n° 218 de la serie en general. Se emitió por primera vez en Comedy Central en Estados Unidos el 12 de octubre de 2011.
Debido al tema del episodio (la inmigración ilegal de los mexicanos (representando a los hispanoamericanos) a los Estados Unidos por la frontera mexicana-estadounidense), no fue emitido en Hispanoamérica, aunque se encuentra disponible traducido al español para DVD.
En este episodio, lo que empieza como un juego inocente entre los muchachos se pone serio cuando Cartman se une a la Patrulla Fronteriza de los Estados Unidos. No es de extrañar que Cartman resulte ser realmente bueno "deteniendo" a quienes intentan cruzar al país sin documentos.
El episodio fue escrito por el cocreador de la serie Trey Parker.

## Trama
Los niños juegan "texanos vs. mexicanos" en una fiesta de pijamas en la casa de Cartman, un juego en el que los "mexicanos" (dirigido al principio por Butters y luego por Kyle debido a las pobres habilidades de liderazgo de Butters) deben intentar eludir la "patrulla fronteriza" (dirigida por Cartman) y cruzar la "frontera hacia Texas" (patio trasero de Cartman). Todos los "mexicanos" lo logran, ganando el juego, para gran irritación de Cartman. Sin embargo, Butters no está entre sus compañeros. Más tarde Cartman se da cuenta de que Butters no está presente, significando que el juego no ha terminado. Todos los compañeros de Butters comienzan a buscarlo, mientras el equipo de Cartman reanuda la protección del patio trasero.
Como Butters trata de encontrar su camino de regreso, él es golpeado por un coche que pasaba. La pareja en el coche, creyendo Butters es realmente un inmigrante mexicano llamado "Mantequilla" (español para "Butters"), lo llevan a su casa y lo utilizan como un siervo mexicano estereotipado, dándole trabajos menores para llevar a cabo, tales como la limpieza de ventanas y lavar los platos. Sin embargo, la pareja abandona a Butters en un restaurante de El Pollo Loco, creyendo que Butters necesita estar con los de su "tipo" para ser feliz. En el interior, Butters relata al personal sus cuentos de sus aventuras imaginarias. El personal, cuando Butters les dice que se llama "Mantequilla" recuerdan haber visto mucho carteles de "desaparecidos" con su rostro que han puesto sus amigos, y creyendo que era alguien famoso, empiezan a cuestionar el valor de su nueva vida en los Estados Unidos. Ellos malinterpretan el deseo de Butters de "cruzar la frontera" y se reúnen con sus amigos con el deseo de regresar a México, y así empieza un éxodo masivo de emigrantes latinos. A medida que salen más y más mexicanos, los estadounidenses se dan cuenta de que no pueden mantenerse al día con sus tareas laborales serviles, creando una escasez de mano de obra y por ende, daños a la economía del país.
Cartman se une a la Patrulla Fronteriza de los Estados Unidos como voluntario, en el que se le indica detengan que los mexicanos crucen la frontera, independientemente de la "semántica" de la dirección en que viaja. Butters, como "Mantequilla", es aclamado como un héroe en México, es recibido en el Zócalo y se le atribuye un sentido de orgullo nacional del pueblo mexicano. Sin embargo, pronto siente nostalgia y trata de volver a los Estados Unidos, al que el presidente de México, Felipe Calderón Hinojosa, le dice que elija si quiere estar en su nuevo hogar o regresar con sus amigos, lo cual su decisión fue regresar.
Al intentar cruzar la frontera a Estados Unidos, Butters es descubierto por agentes de la patrulla fronteriza, que están llenos de alegría en su creencia de que es un extranjero recién llegado, optan por no hacen ningún intento para detenerlo. Pero cuando Cartman se da cuenta de que es Butters, él intenta impedir que crucen la frontera. Pero con la ayuda de la Patrulla Fronteriza, Butters con éxito elude a Cartman y vuelve a entrar en los Estados Unidos, ganando el juego. Cuando los niños se reúnen en la casa de Cartman, él, una vez más pone mala cara por encima de su derrota, con gozo de los compañeros con el retorno de Butters. Cuando Butters sugiere que él sea líder la próxima vez, Stan y Kyle sugieren que él es un gran jugador del equipo mexicano, pero que no es un gran líder de los mexicanos. En respuesta, Butters se sube encima de la mesa y levanta sus manos, haciendo que todos los mexicanos del mundo canten, haciéndolo para que Stan, Kyle y todos sus compañeros escuchen.

## Recepción
Ryan McGhee de la A.V. Club calificó el episodio una B+, declarando: "The Last of the Meheecans no es realmente acerca de la reforma migratoria tanto como se trata de un punto de vista narcisista que Estados Unidos debe ser, como una cuestión de hecho irrefutable, el mejor lugar en el mundo para vivir. Para algunos, eso es una cosa bastante difícil de decir, pero la forma en que Parker y Stone dicen que no pasa por tribuna política y pone su mirada, en cambio, en nuestro supuesto conocimiento de los que han emigrado (en su mayoría hispanoamericanos) a los Estados Unidos y en la actualidad vive y trabaja aquí".